# Ishioka
Ishioka (石岡市, Ishioka-shi) is een stad in de prefectuur Ibaraki op het eiland Honshu in Japan. De stad heeft een oppervlakte van 213,38 km² en had medio 2008 ruim 80.000 inwoners. De stad ligt aan het meer van Kasumigaura.

## Geschiedenis
Op 11 februari 1954 werd Ishioka een stad (shi). Op 1 december van dat jaar werden twee dorpen aan de stad toegevoegd.
Op 1 oktober 2005 werd de gemeente Yasato (八郷町, Yasato-machi) bij Ishioka gevoegd.

## Verkeer
Ishioka ligt aan de Jōban-lijn van de East Japan Railway Company en aan de Kashima-lijn, de enige lijn van de Kashima Spoorwegmaatschappij.
Ishioka ligt aan de autowegen 6 en 355.

## Geboren in Ishioka
- Takao Watanabe (渡辺 孝男, Wanatabe Takao), politicus en parlementslid voor de partij Nieuw-Kōmeitō.

Ook afkomstig uit deze stad is
- Miya, de gitarist van de J-rock band Mucc (ムック, Mukku).

## Aangrenzende steden
- Kasama
- Kasumigaura
- Omitama
- Sakuragawa
- Tsuchiura
- Tsukuba